# Guerra Lamiaca
Guerra Lamiaca foi um conflito militar na Grécia Antiga, opondo uma aliança de cidades gregas lideradas por Atenas contra os macedônios que partilharam o império de Alexandre, especialmente Antípatro e Crátero.

## Início
A guerra se iniciou, segundo Jerônimo de Estridão, no segundo ano da 114a olimpíada (323 a.C.), no ano seguinte à morte de Alexandre (324 a.C.).
Leóstenes, ateniense, foi o comandante das forças gregas (Atenas e aliados), e derrotou os macedónios na Beócia  e nas Termópilas, e os forçou a se recolherem a Lâmia, onde eles foram sitiados.

## Sítio de Lâmia
Durante o sítio a Lâmia, Antípatro, comandante macedônio, ordenou um ataque contra os atenienses que estavam escavando em volta das muralhas;  Leóstenes foi participar da batalha, foi atingido na cabeça por uma pedra, e morreu três dias depois.
Leonato veio da Ásia com uma força de macedônios, mas foi derrotado e morto na Tessália. Logo em seguida chegou Crátero com outras tropas da Ásia, e derrotou os gregos; após a derrota, várias cidades gregas desertaram a aliança.

## Ataque a Atenas
Antípatro marchou diretamente contra Atenas, e Demóstenes e Hipereides fugiram da cidade. Dêmades, que havia sido multado sete vezes e tinha perdido a cidadania, aproveitou a situação para organizar uma embaixada a ser enviada a Antipatro; o escolhido foi Fócio, de oitenta anos de idade, e que havia se oposto à guerra.

## Consequências
Após a derrota dos gregos na guerra, Antípatro, para voltar logo para a Ásia, queria fazer logo a paz com gregos, sem se importar se Atenas e o resto da Grécia permanecessem livres.
Dêmades e outros traidores de Atenas, porém, o convenceram a não ser gentil com os gregos, e, ao colocar medo nos atenienses, foram a causa de guarnições macedônias serem colocadas em Atenas e na maioria das outras cidades.